# Ongewenste Vreemdeling
Pour plus de détails, voir Fiche technique et Distribution.
Ongewenste Vreemdeling (Étranger indésirable en français) est un film sud-africain en langue afrikaans, réalisé par Jans Rautenbach en 1974. 
Le film est basé sur une série radiophonique de C.F. Beyers-Boshoff.

## Synopsis
Gerhard Steenberg est un meurtrier en liberté conditionnelle. Il s'installe à Duiwelsvallei (la vallée du Diable) où il s'immisce dans la vie des gens. Progressivement, la situation se détériore sur fond de vengeance, de meurtre, de trahison et de jalousie.  

## Genre
Le film est un Drame romantique.

## Fiche technique
- Producteur : Emil Nofal
- Film en couleur
- Film en langue afrikaans
- Réalisateur : Jans Rautenbach
- Scénariste : Jans Rautenbach
- Photographie : Vincent G. Cox
- Musique :  Hennie Bekker
- Durée : 105 minutes
- Origine :  Afrique du Sud
- Lieux du tournage : Knysna, Wilderness
- Sortie en Afrique du Sud : 1974

## Distribution
- Marius Weyers : Gerhard Steenberg
- Sandra Kotzé : Lida
- Barry Trengove : Paul Bergsma
- Marié du Toit : Eleen Zeiler
- Dulcie van den Bergh : Ralie
- Anele Jonker : Mitz
- Marie Tjaden : Matilda
- Regardt van den Bergh : Grové
- Manie Botha : Peet Lubbe
- Gerrie du Pré : Barry
- Sann de Lange : Maggie.